# Den glider in

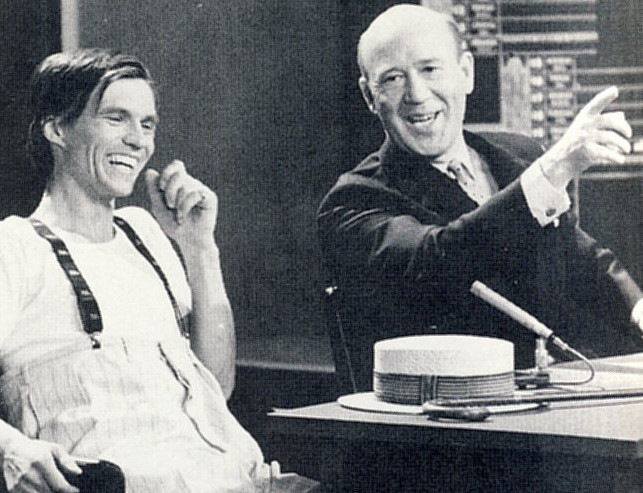
Lennart Hylands (till höger) referat från världsmästerskapet 1962 citeras i sången och sångtiteln.

Den glider in, med text och musik av Peter Karlsson, var kampsång för Sveriges herrlandslag i ishockey då Sverige arrangerade herrarnas världsmästerskap 1995. Nick Borgen spelade in sången tillsammans med spelarna, och släppte den på promosingel. och låten har senare blivit vanlig runtom i ishallarna när hemmalaget gör mål. Sedan världsmästerskapsfinalen Finland–Sverige 1995 sjungs den också i Finland.
Orden Den glider in kommer från ett berömt referat av den svenske radioreportern Lennart Hyland då Nils Nilsson gjorde det avgörande målet i tom målbur då Sverige vann med 5–3 mot Kanada och vann sedan hela turneringen vid världsmästerskapet 1962 i delstaten Colorado i USA. Melodin testades på Svensktoppen, där den låg 29 april–6 maj 1995, och placerade sig på första respektive tredje plats.